# Henny Regeling
Henny Regeling is een voormalig Nederlandse honkballer die jarenlang op het hoogste niveau uitkwam in de Nederlandse competitie en in het buitenland.
Tussen 1957 en 1962 speelde Regeling in totaal 21 interlands voor het Nederlands honkbalteam. In de Nederlandse hoofdklasse kwam hij jarenlang uit voor OVVO uit Amsterdam. Regeling was eerste honkman en werd in zijn periode beschouwd als een van de meest standvastige spelers op deze positie. Regeling deed mee aan de eerste Haarlemse Honkbalweek met het Nederlands team en sloeg de openingswedstrijd tegen de Amerikanen de allereerste homerun in de historie van dit toernooi in de zevende inning. In juni 1961 speelde hij een serie van zeven wedstrijden tegen Amerikaanse profteams met het Nederlands team op tournee in Amerika.